# Білорусь на Дитячому пісенному конкурсі Євробачення
Білорусь брала участь у Дитячому пісенному конкурсі Євробачення кожного року з моменту його створення у 2003 до 2020 року включно. Белтелерадіокомпанія (БТРК), яка в той час була членом Європейської мовної спілки (ЄМС), відповідала за процес відбору учасників з моменту дебюту країни. Першою представницею Білорусі на конкурсі стала Ольга Сацюк з піснею «Танцуй», яка фінішувала на четвертому місці зі шістнадцяти, набравши 103 бали. 
До 2020 року Білорусь була однією з двох країн, які ніколи не пропускала щорічний конкурс (разом з Нідерландами), а також мала дві перемоги: у 2005 і 2007 роках. Окрім цього, країна двічі проводила конкурс: у 2010 та 2018 роках.
1 липня 2021 року білоруський мовник був позбавлений членства ЄМС, що унеможливлює подальшу участь країни в подіях Євробачення.

## Історія

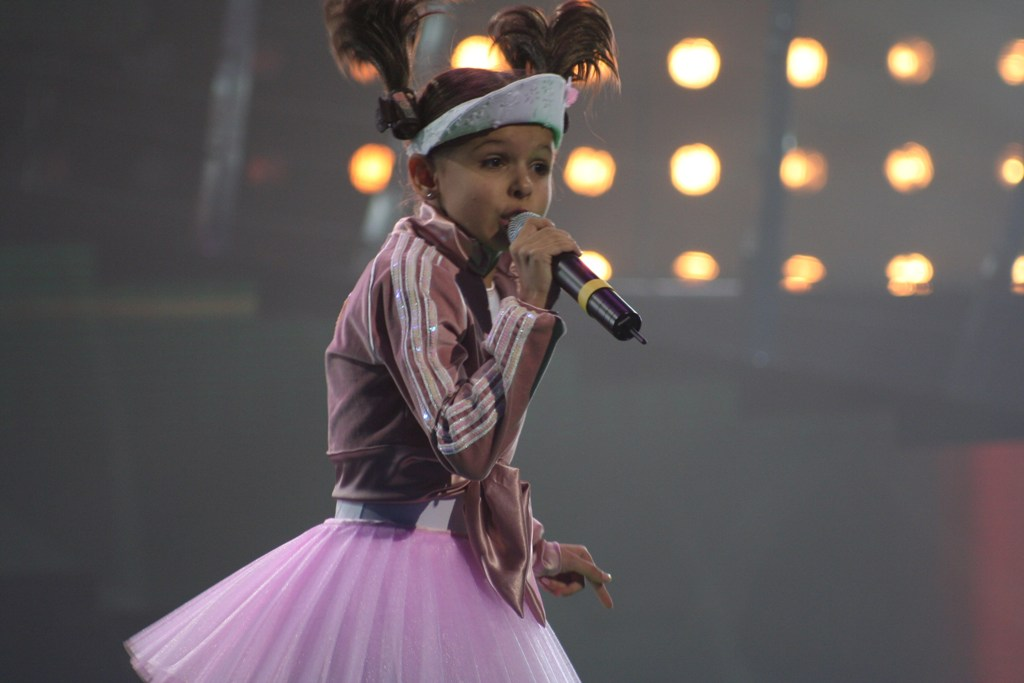
Ксенія Ситник – перша переможниця Дитячого Євробачення від Білорусі (2005)

Білорусь дебютувала на Дитячому Євробаченні в перший рік проведення конкурсу. Першою представницею країни стала Ольга Сацюк з піснею «Танцуй», що посіла 4 місце зі 104 балами. Уже через два роки, на Дитячому Євробаченні 2005, Білорусь здобула свою першу перемогу завдяки Ксенії Ситнік, що виконала пісню «Мы вместе» та набрала 149 балів. 2006 року країна посіла друге місце, а 2007 року – здобула свою другу перемогу.
За період 2008-2020 років Білорусь неодноразово опинялася у п'ятірці найкращих Дитячого Євробачення:
- виступи 2011 та 2013 років посіли треті місця з 99 та 108 балами відповідно;

- 2015 року країна посіла 4 місце;

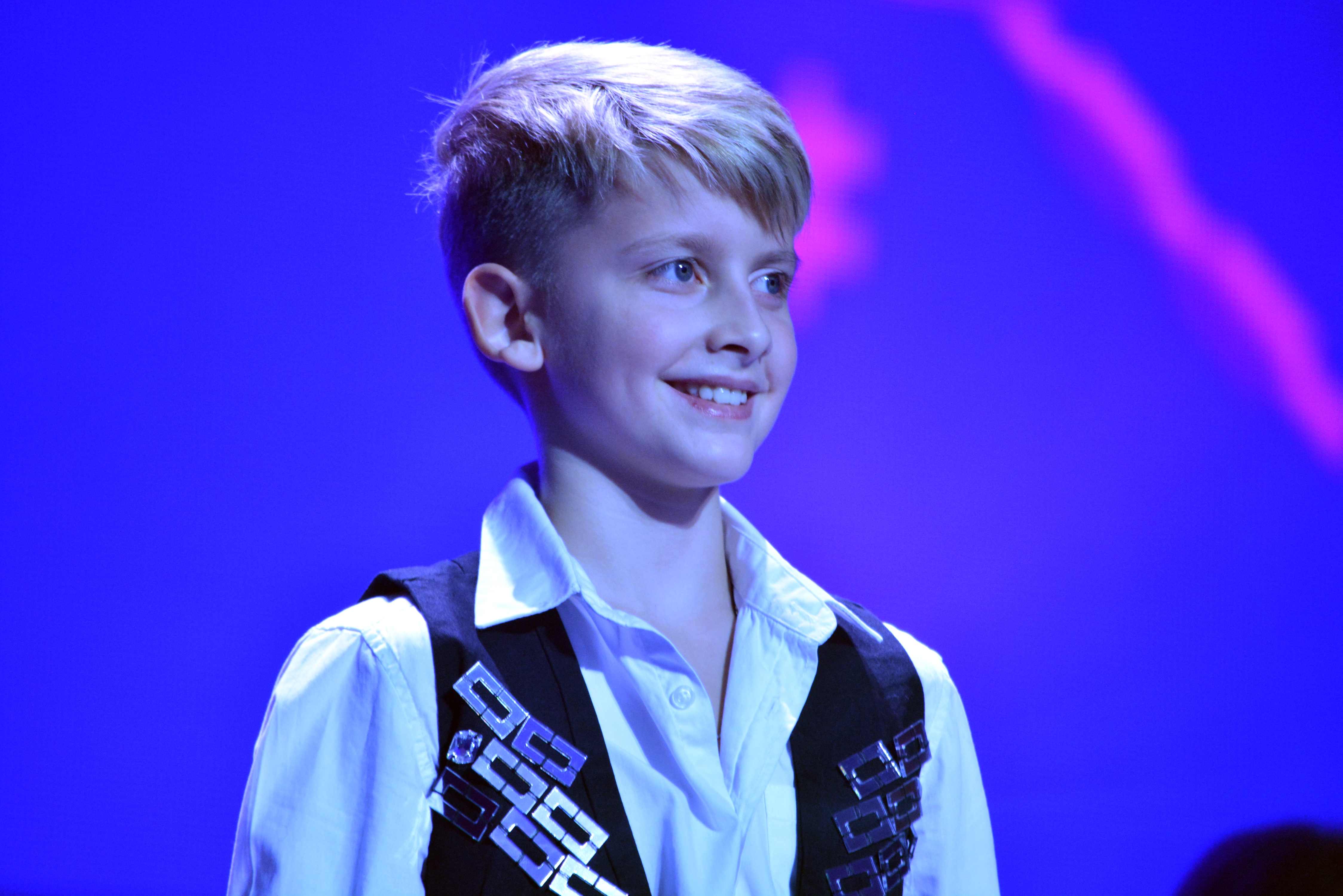
Ілля Волков у Києві (2013)

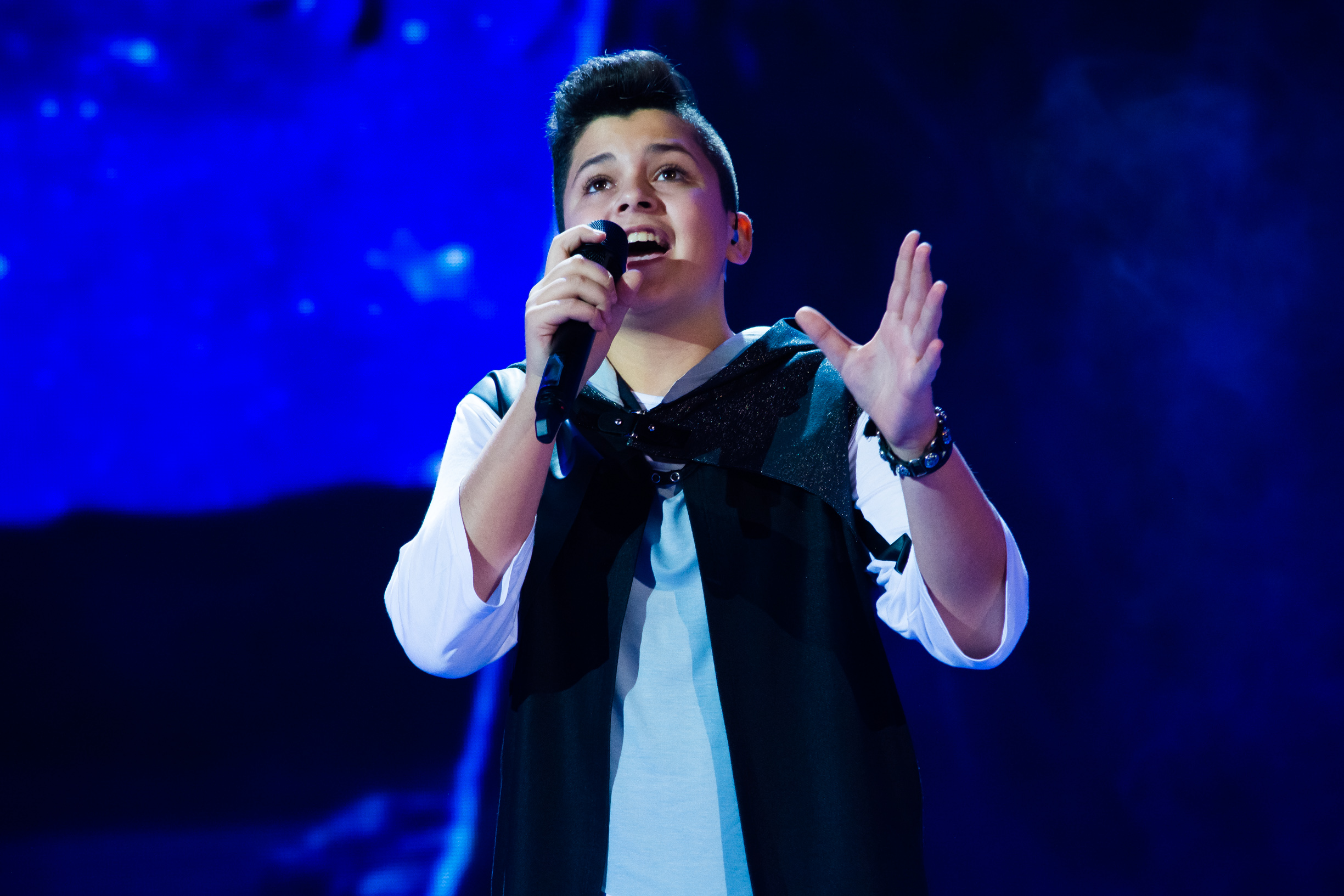
Руслан Асланов у Софії (2015)

- учасники 2010, 2017 та 2020 років фінішували на п'ятих місцях.

Окрім цього, країна в різні роки п'ять разів потрапляла до десятки найкращих. Загалом Білорусь є однією з найуспішніших країн на Дитячому пісенному конкурсі Євробачення.

### Проведення конкурсу

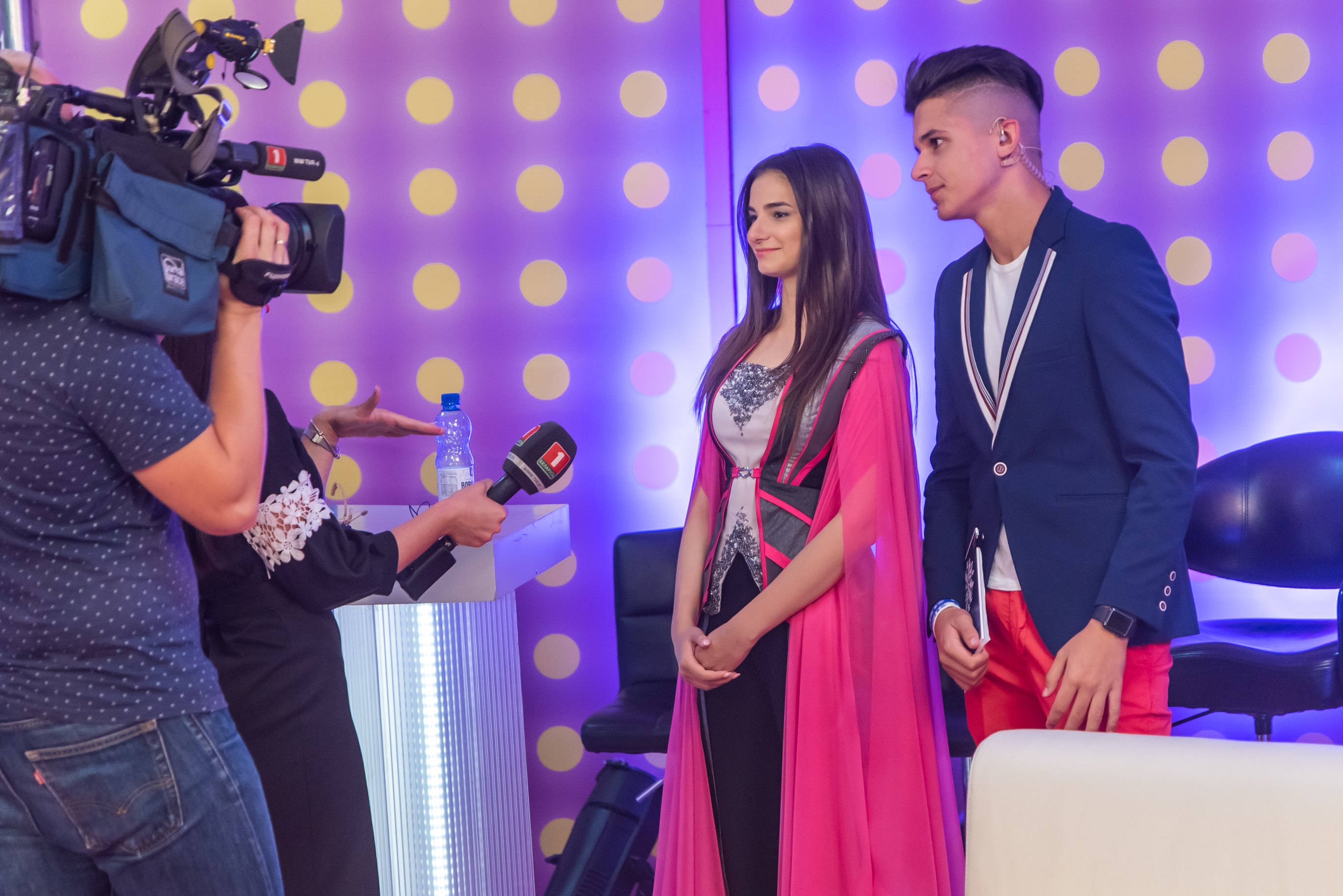
Хелена Мерааї (2017) та Руслан Асланов (2015) як ведучі конкурсу 2018 року в грінрумі

Білорусь проводила Дитяче Євробачення два рази – у 2010 та 2018 роках. Обидва конкурси відбулися в Мінську на Мінськ-Арені. 
Першу заявку щодо бажання проводити конкурс Білорусь подавала для Дитячого Євробачення 2009. При цьому після двох своїх перемог країна жодного разу не ставала господаркою конкурсу наступного року і не виявляла зацікавленості в цьому. 

## Учасники
Умовні позначення
     Перше місце
     Друге місце
     Третє місце
| Рік  | Місце проведення | Учасник                                   | Пісня                                                            | Місце | Бали |
| ---- | ---------------- | ----------------------------------------- | ---------------------------------------------------------------- | ----- | ---- |
| 2003 | Копенгаген       | Ольга Сацюк                               | «Танцуй» «Танцюй»                                                | 4     | 104  |
| 2004 | Ліллегаммер      | Єгор Волчак                               | «Спявайце са мною» «Співайте зі мною»                            | 14    | 9    |
| 2005 | Гасселт          | Ксенія Ситник                             | «Мы вместе» «Ми разом»                                           | 1     | 149  |
| 2006 | Бухарест         | Андрій Кунець                             | «Новый день» «Новий день                                         | 2     | 129  |
| 2007 | Роттердам        | Олексій Жигалкович                        | «С друзьями» «З друзями»                                         | 1     | 137  |
| 2008 | Лімасол          | Дарія Надіна, Аліна Молаш, Карина Жукович | «Сердце Беларуси» «Серце Білорусі»                               | 6     | 86   |
| 2009 | Київ             | Юрій Демидович                            | «Волшебный кролик» «Чарівний кролик»                             | 9     | 48   |
| 2010 | Мінськ           | Даніїл Козлов                             | «Музыки свет» «Музики світло»                                    | 5     | 85   |
| 2011 | Єреван           | Лідія Заблоцька                           | «Ангелы добра» «Янголи добра»                                    | 3     | 99   |
| 2012 | Амстердам        | Єгор Жешко                                | «А море море»                                                    | 9     | 56   |
| 2013 | Київ             | Ілля Волков                               | «Пой со мной» «Співай зі мною»                                   | 3     | 108  |
| 2014 | Марса            | Надія Місякова                            | «Сокал» «Сокіл»                                                  | 7     | 71   |
| 2015 | Софія            | Руслан Асланов                            | «Волшебство (Magic)» «Магія»                                     | 4     | 105  |
| 2016 | Валетта          | Олександр Міньонок                        | «Музыка моих побед (Music Is My Only Way)» «Музика моїх перемог» | 7     | 177  |
| 2017 | Тбілісі          | Хелена Мерааї                             | «I Am the One» «Я саме та»                                       | 5     | 149  |
| 2018 | Мінськ           | Даніель Ястремський                       | «Time» «Час»                                                     | 11    | 114  |
| 2019 | Гливиці          | Єлизавета Міснікова                       | «Пепельный (Ashen)» «Попелястий»                                 | 11    | 92   |
| 2020 | Варшава          | Аріна Пехтерева                           | «Пришельцы» «Прибульці»                                          | 5     | 130  |

### Галерея

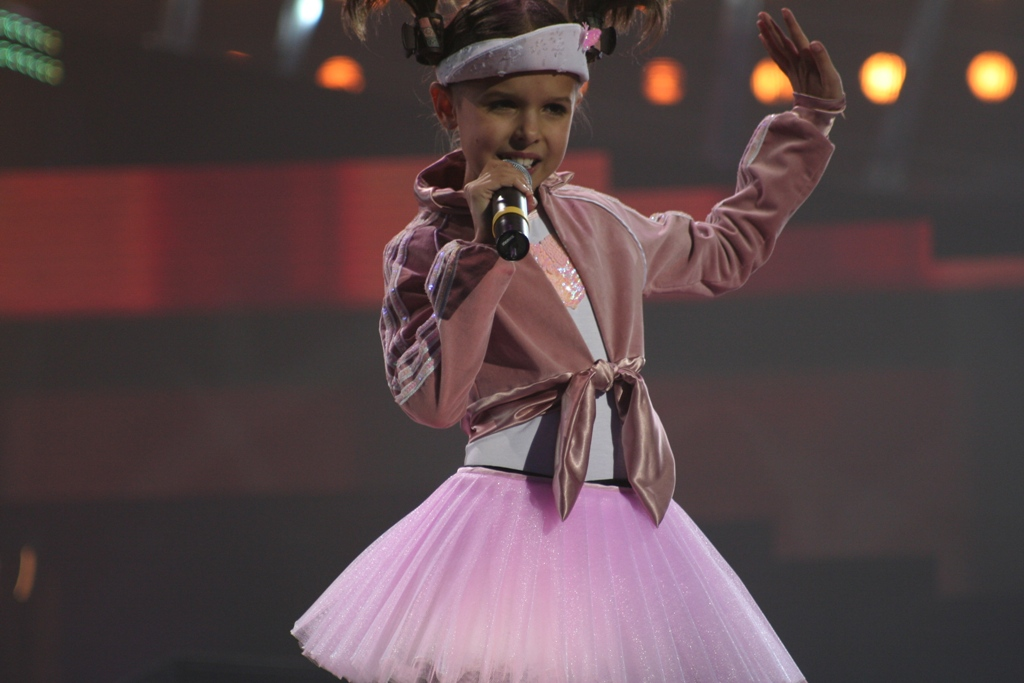
Ксенія Ситник (2005)
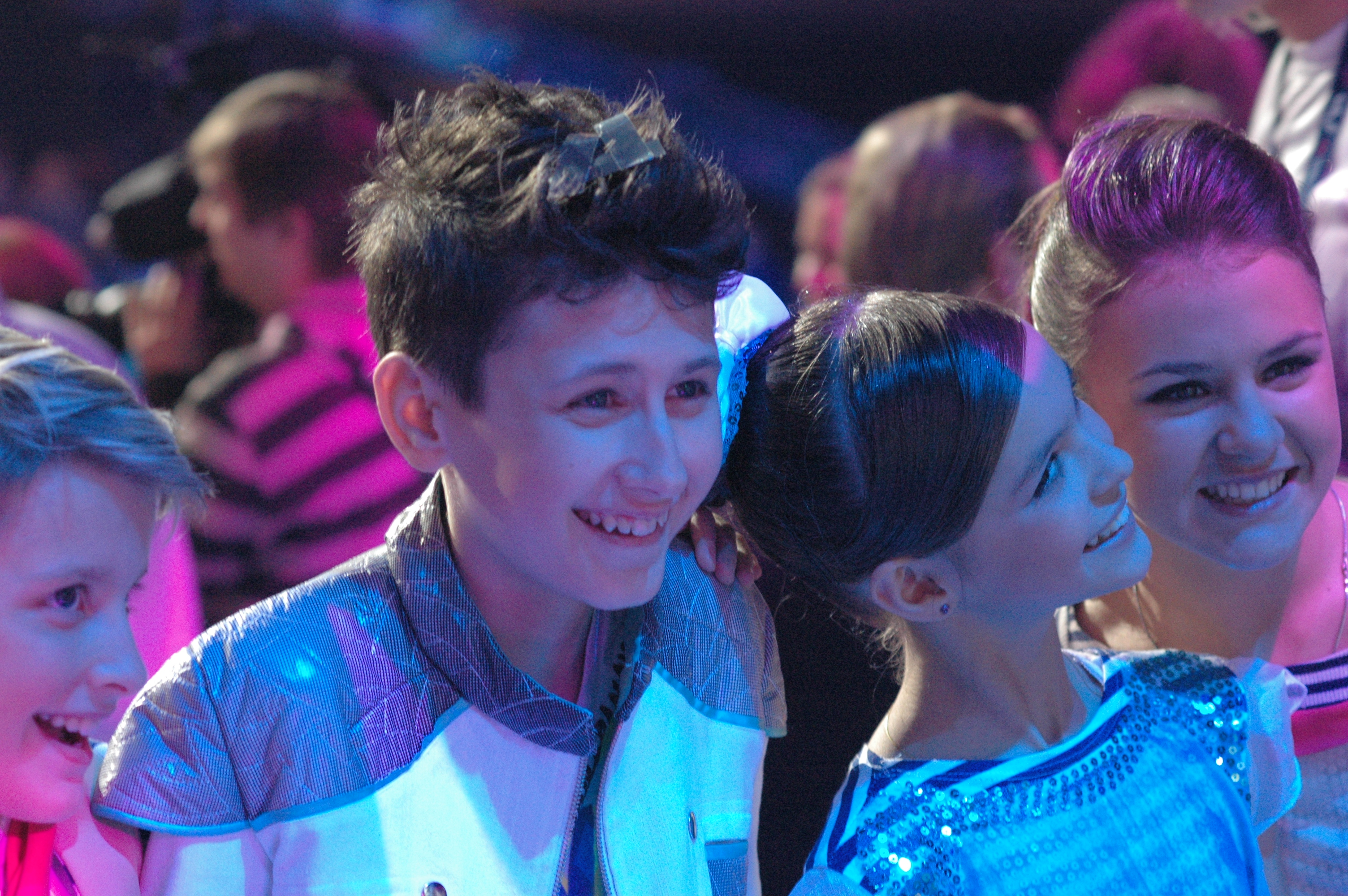
Єгор Жешко (2012)
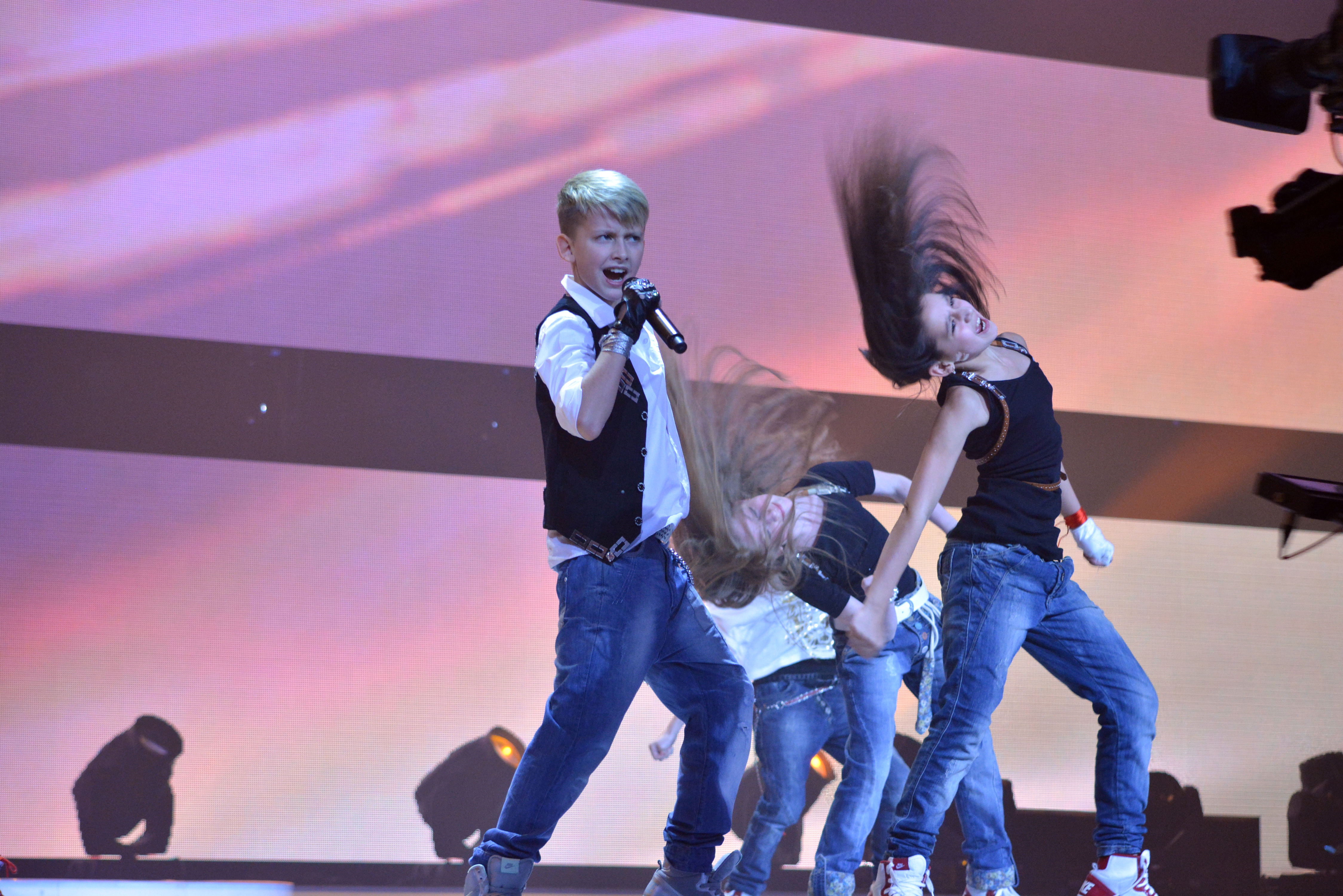
Ілля Волков (2013)
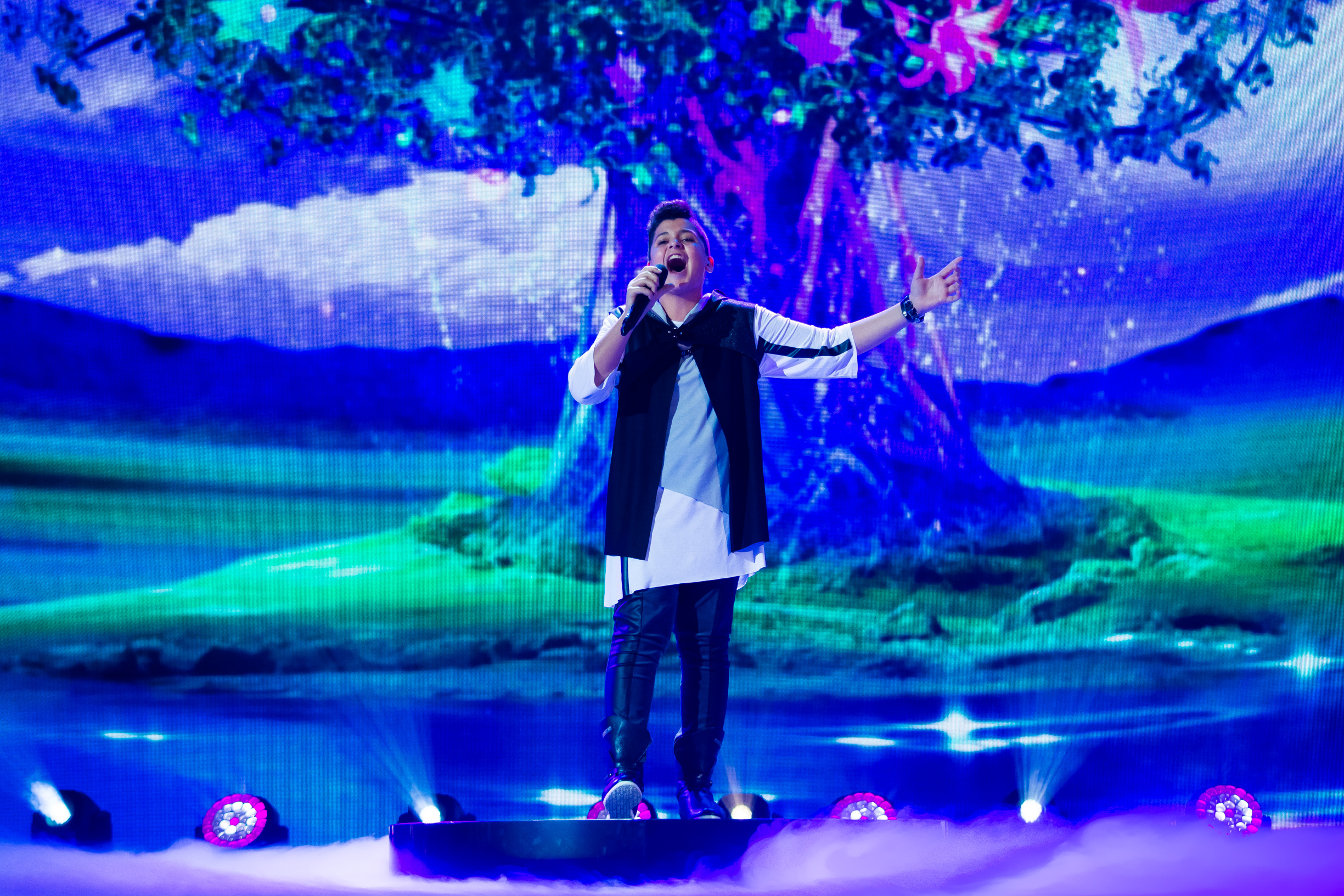
Руслан Асланов (2015)
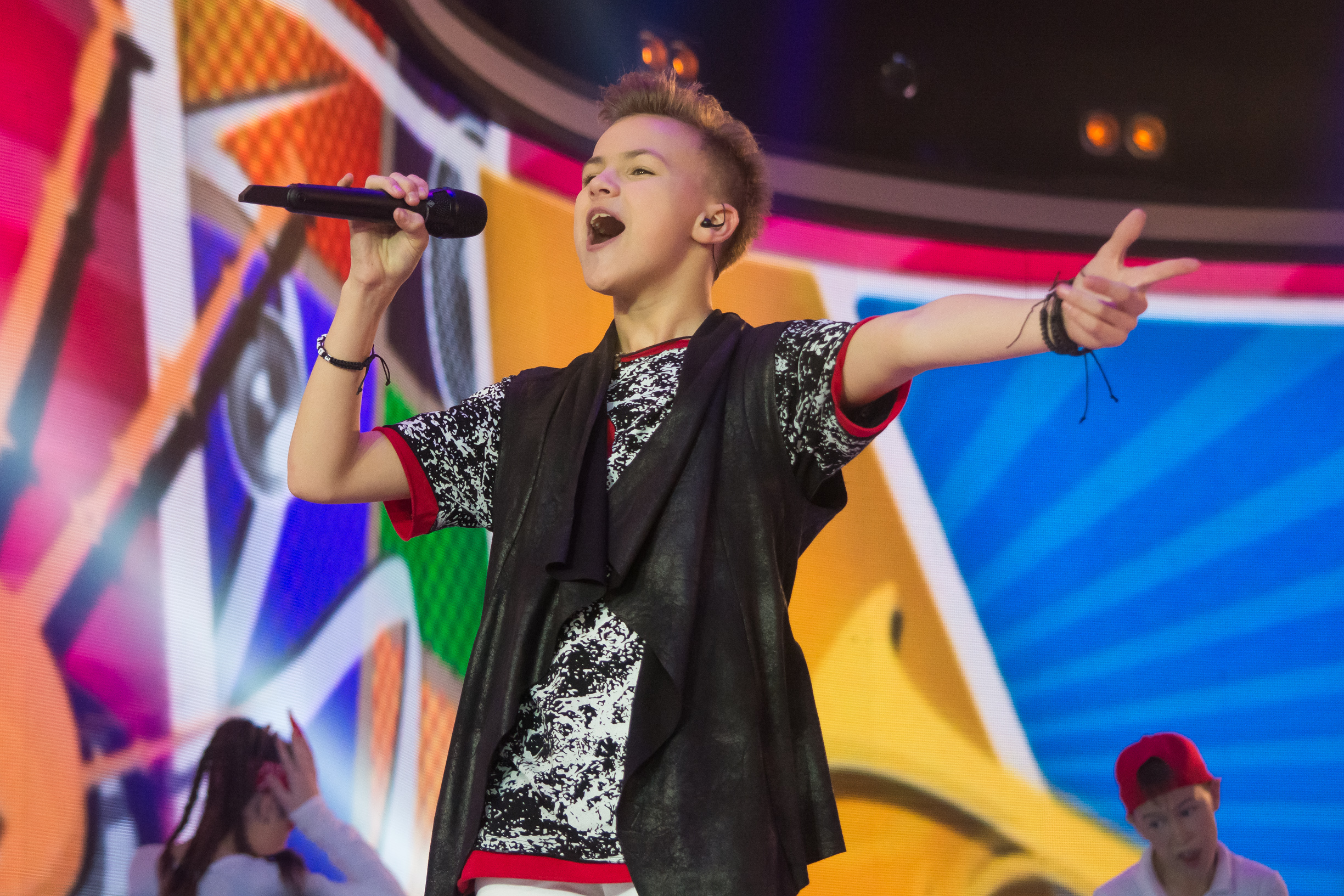
Олександр Міньонок (2016)
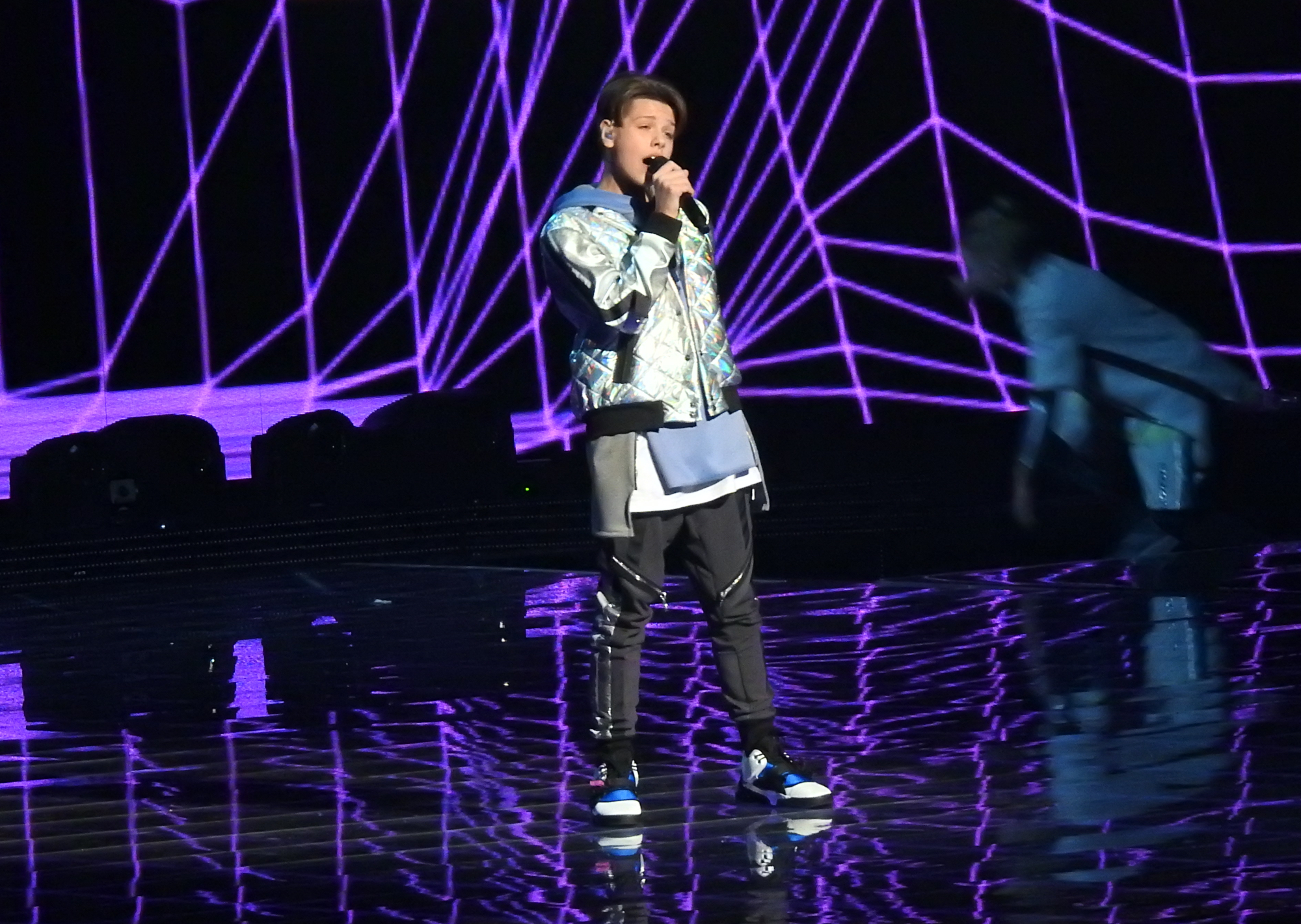
Даніель Ястремський (2018)

## Історія голосування (2003-2020)
| Дано               | Дано | Отримано           | Отримано |
| Країна             | Бали | Країна             | Бали     |
| ------------------ | ---- | ------------------ | -------- |
| Росія              | 151  | Росія              | 154      |
| Вірменія           | 105  | Мальта             | 116      |
| Україна            | 96   | Вірменія           | 93       |
| Грузія             | 84   | Україна            | 85       |
| Мальта             | 81   | Нідерланди         | 77       |
| Нідерланди         | 55   | Грузія             | 76       |
| Іспанія            | 44   | Північна Македонія | 63       |
| Північна Македонія | 36   | Сербія             | 52       |
| Швеція             | 35   | Польща             | 49       |
| Польща             | 32   | Швеція             | 45       |
| Франція            | 32   | Румунія            | 43       |
| Австралія          | 31   | Латвія             | 42       |
| Сербія             | 31   | Болгарія           | 42       |
| Казахстан          | 28   | Австралія          | 39       |
| Бельгія            | 28   | Бельгія            | 39       |
| Болгарія           | 26   | Кіпр               | 38       |
| Велика Британія    | 24   | Португалія         | 34       |
| Італія             | 24   | Греція             | 33       |
| Румунія            | 22   | Хорватія           | 32       |
| Хорватія           | 19   | Іспанія            | 30       |
| Молдова            | 18   | Молдова            | 30       |
| Литва              | 17   | Литва              | 27       |
| Кіпр               | 16   | Ірландія           | 25       |
| Латвія             | 14   | Азербайджан        | 23       |
| Данія              | 14   | Італія             | 23       |
| Словенія           | 9    | Норвегія           | 20       |
| Норвегія           | 7    | Ізраїль            | 18       |
| Сан-Марино         | 6    | Сан-Марино         | 16       |
| Ізраїль            | 5    | Велика Британія    | 15       |
| Албанія            | 4    | Казахстан          | 14       |
| Німеччина          | 3    | Албанія            | 13       |
| Ірландія           | 2    | Данія              | 10       |
| Азербайджан        | 2    | Німеччина          | 7        |
| Греція             | 1    | Франція            | 5        |
| Португалія         | ―    | Словенія           | 5        |